# Лангваген, Яков Васильевич
Я́ков(-Генрих) Васи́льевич Лангва́ген (1848—1873) — архитектор, сын академика архитектуры Василия Лангвагена.

## Биография
Учился в Императорской Академии художеств (1864—1871). Получил две серебряные медали малую и большую. В 1871 году окончил курс наук Академии художеств. Получил малую золотую медаль (1872) за «проект каменного крытого с железными стропилами рынка для продажи съестных припасов в столичном городе». В 1872 году дано свидетельство на право пользоваться, когда пожелает, званием классного художника 2-й степени.

## Проекты и постройки
- Особняк И. О. Паллизена[2]. 11-я линия, 18[3] (1871—1873)[4].